# Cerapachys pubescens
Cerapachys pubescens é uma espécie de formiga do gênero Cerapachys.